# Chaetonerius inermis
Chaetonerius inermis är en tvåvingeart som först beskrevs av Ignaz Rudolph Schiner 1868.  Chaetonerius inermis ingår i släktet Chaetonerius och familjen Neriidae. Inga underarter finns listade i Catalogue of Life.